# 小説
小説（しょうせつ、英: fiction（総称）,novel（長編）,story（短編）、仏: roman（長編）,nouvelle（中編）,conte（短編））は、文学の形式の一つである。

## 定義
小説には明確な定義や形式はなく、作者が描きたい人間や社会を自由に散文で表現する文学形態である。ロマンス（空想物語）やノベル（比較的現実性のある物語）など、現代で一般的に小説と呼ばれるものは、フィクション（想像による創作・虚構）と総称され、あくまでも事実を書いていく「ノンフィクション」（伝記・ルポルタージュ）と区別している。
ノベルはロバート・モリソンの「英華字典」（1822年刊）でnovelの見出しで「A small tale」と載り、その後、坪内逍遥が西洋の文学形態の変遷を踏まえ、『小説神髄』でnovelの訳語とした。その後、坪内逍遥に影響された二葉亭四迷が著した小説総論でリアリズムが主張された。

## 起源

### 小説か物語か
小説という言葉は、君主が国家や政治に対する志を書いた大説や、君主の命などを受けて編纂された国史に分類される伝統的な物語や説話に対して、個人が持つ哲学的概念や人生観などの主張を、一般大衆に、より具体的に分かりやすく表現して示す、小編の言説という意味を持たされて、坪内逍遙らによって作られて定着していったものとも言われている。
以前は、小説と物語の間には明確な区分があるとされてきた。
すなわち、“話の展開に内容から導かれる必然性があるもの”が小説であり、“内容とはかかわりなく偶然のつながりによって話を進めてゆく”のが物語という見方である。
言い換えると小説は「虚構の連続性と因果律のある話の構造」を持たねばならないことが条件とされた。
さらに発展して「話の展開と主人公の具体的な性格に必然的な関わりがあるのが小説。そうでないのが物語」とも言われた。
19世紀以降に小説の主題概念が強くなるために「小説」は主題、主人公の造形、話の展開の結びつきが密接であることを要求されてきた。
ただしこのような観念は、20世紀に入って『贋金造り』（アンドレ・ジッド）のような小説が登場するに至って、崩壊したといえよう。反小説なる小説まで登場した現代では、もはや何を以て小説とするかは一概に決めることはできない。
このように近代文学観の呪縛から離れてみれば、古代日本文学の『源氏物語』（紫式部）は、近代の心理小説に匹敵する描写がみられることが指摘されているし、古代ギリシャ文学の『ダフニスとクロエ』（ロンゴス）なども、「小説」的要素を持った最古の例のひとつといえよう。

### ヨーロッパの小説
ヨーロッパでは17世紀まで「小説」は、「小話」と長編の散文との間の、短い物語のジャンルとして考えられていた（現在の短編小説にあたる）。セルバンテスの『模範小説集（Novelas ejemplares、英語版）』は短篇の物語集であるが、それまでの散文形式にとらわれない、「新しい物語叙述」を創り出した。
セルバンテスの書いた『ドン・キホーテ』（1605-1615年）は作者の世界観を表現しながら、登場人物たちの成長や葛藤、心理の変化など、「個」に主眼においた近代的な作品であった。よって彼をもって「近代小説の祖」とする人もいる。また同様の理由で、デフォーの『ロビンソン・クルーソー』（1719年）も「近代小説の祖」といわれる。
近代小説の起源は、フランスで18世紀に流行した書簡体小説（手紙、あるいは手紙のやりとりという体裁の文学）から始まる。近代小説の発展は18世紀以降のイギリス、フランスなどでの中産階級の勃興と切り離すことができないとされている。すなわち、識字率の高い、比較的裕福な人たちが読者層となり、その独特のニーズに合わせて発展したと考えられている。
またイギリスで起こった産業革命により印刷術が発達し、さらに言論、出版の自由が社会的に保障されるようになってから次第に中産階級、労働者階級にも浸透していくことになる。

### 中国の小説
前近代中国において「小説」という用語が使われ始めたのは、図書目録上でのことだった（『漢書』「芸文志」）。しかもそれは、文学・芸術的な用語として生まれたのではなかった。「芸文志」には「街談・巷語、道聴・塗説する者が造る所なり」「諸子十家、その観るべきもの、ただ九家のみ」という記述がある。街巷で語られた話や道端で聞いたり言ったりしている者が作り上げたのが小説であるとされ、九流の諸子とは異なり、一ランク下のものと考えられていたことが分かる。
遡って、『荘子』「外物篇」には「小説を飾り以て縣令を干むるは、其の大達に於いて亦た遠し」とある。直訳すれば、取るに足りない言説で県令になることを求めるのは、その目標から遠い、となる。ここで言わんとすることは、手段と方法を合わせることで目的に到達することが出来るということである。
後漢になると、桓譚は、その著の『新論』中において、小説に対する議論を展開しているが、ここには大きな変化が見られる。つまり「かの小説家は残叢の小語を合し、近く譬喩を取り、以て短書を作り、治身理家に、観るべきの辞あり」と述べられているのである。ここで用いられている小説は、後代の小説と、似通った意味合いで用いられる。ただし桓譚が用いている「短書」とは、なお軽慢の意があることは免れない。
中国で唯一の小説家皇帝曹丕のような例外はあるものの、古代中国での小説は以上のように上流階級から蔑まれる物であった。しかし、これ以降の時代には主に民衆から支持を得る形で小説が人気を得ていく。
六朝時代の小説は、内容的に神異的になり、志怪小説と呼ばれた。唐代の伝奇小説に至ると「奇」が勝ちをおさめた。魯迅が『中国小説史略』の中で指摘しているように、詩と同様に唐代で一変し、なお怪異を求める風は存したが、その文学性は格段に洗練された。つまり、唐代の「伝奇」は、従来のように怪異を叙述しながら、人事の機微までをも描き得ており、それは、前代の「志怪」の描ききれていないところであったのである。代表的なのは、『枕中記』や『霍小玉伝』である。また唐代には、通俗小説が出現し、後世の文学に多大な影響を与えた。
宋代には、庶民の社会生活を描写した「話本」が出現し、『碾玉観音』や『錯斬崔寧』などの代表作が作られた。宋代話本の特色は白話小説と呼ばれ、白話（口語）を用いて描写される点にある。よって、唐代の伝奇に比べて更に通俗的となった。
元曲が著しく発展した元代は、伊藤漱平によれば小説史に於いては不作の時代だったが、唐・宋伝奇の末流として、元初という小説不作の時代に開いた浪花（あだばな）ともいえる『嬌紅記』があるが、字数が唐・宋代のものより多いため小説長編化の途上の作品とされる。
明代以後、小説の発展は成熟期を迎えた。唐代の伝奇、宋代の話本の伝統を継承し、創作の題材上においては、歴史、怪異、英雄、世情を論ずることなく、すべてを網羅するようになった。明代の通俗小説は、長編と短編の二大潮流に分かれることとなる。長編小説は「四大奇書」を代表とする。短編小説は、馮夢龍、凌濛初編纂の「三言二拍」を代表とする。
清代の小説では、「紅楼夢」という中国長編小説の一大傑作が生まれた。

### 日本の小説
日本では、江戸時代に仮名草子、読本などはあったが、近代小説が誕生したのは明治時代以降である。Novelの訳語に「小説」という、江戸時代に曲亭馬琴たちを中心にして自作を表現するために使われていた中国由来の言葉をあて、従来の勧善懲悪を斥け、人情を映す文学作品として定義したのは坪内逍遙の『小説神髄』（1885年 - 1886年）である。その文学理論を実践したのが坪内逍遥の『当世書生気質』である。
もともと中国で国史・正史に対して、民間の俗話のことを「稗史小説」と呼んでいた。

## 媒体の拡がり

### 小説
1990年代末よりネット小説の試みが行われた。岩井俊二による映画「リリイ・シュシュのすべて」は岩井自身によるネット小説がもとになっている。村上龍の小説『共生虫』はインターネット上から注文すると紙の本に印刷して配達されるというオンデマンド出版の形態をとっていた。2003年には、携帯サイトに連載されていたYoshi著「Deep Love」シリーズが大ヒットした。2004年、匿名掲示板2ちゃんねる上で、投稿の形を取って発表された「電車男」が新潮社から書籍化された。現在、日本ではオンライン小説（web小説）と呼ばれている。

### デジタルノベル
「インターネットの小説」はサイト上で読む小説であるが、この数年「デジタルノベル」と呼ばれるものも一般的である。デジタルノベルは、「サウンドノベル」「ビジュアルノベル」とも呼ばれ、インターネットの広がりで主にソフトウェアをダウンロードさせる形で提供される。本文と共に背景画、主要人物のキャラクター画が表示され、マウスクリックや実行キーを押すことで読み進めることが出来る。フリーウェア・シェアウェアそれぞれあるが、吉里吉里やLiveMaker、NScripterなどのデジタルノベル製作ソフトなどの登場で手軽に公開できるようになったことから、個人製作のフリーウェアが圧倒的に多い。ソフトウェア配布サイトのVectorなどでは、多数のデジタルノベルが公開されている。個人製作といっても、本媒体のものと比べて必ずしも質が劣るわけではなく、出版するに充分値するようなものも多い。デジタルノベル製作ソフトには動画やBGM、画面効果を挿入できるものも多いため、それらを組み合わせて、優れた演出効果を出すこともある（オープニングやエンディングの映像など）。
近年は小説家になろうなどのインターネット上の発表を前提とする公開も目立っている。これは紙文化の時代のゲラ刷りや入稿や推敲といった旧来の小説成立プロセスを、大きく揺るがすものである。

## 分類

### 長さ・発表形式による分類
- 短編小説
  - 掌編小説
  - ショートショート
- 中編小説
- 長編小説
- 連載小説

### 内容による分類
- 私小説
- 恋愛小説
- 青春小説
- 冒険小説
  - 歴史冒険小説
  - 秘境探検小説
  - 海洋冒険小説
- 推理小説（ミステリー、ミステリとも）
- サイエンス・フィクション小説（SF小説）
  - ハードSF小説
  - スペースオペラ小説
  - サイバーパンク小説
  - スチームパンク小説
- ファンタジー（幻想小説）
- ホラー小説（怪奇小説）
  - 怪談
- 歴史小説・時代小説・伝奇小説
- 武侠小説
- 児童文学
  - 童話
  - 絵本
- 官能小説（劇画系、美少女系、耽美系などに分かれる。）
- 鬱小説(読後感が不快な小説)
- 教養小説
- 鍵小説
- 企業小説・経済小説
- 政治小説
- ゴシック小説
- スパイ小説
- 大河小説
- 心理小説
- 芸術家小説
- 学園小説
- 紀実小説
- 天皇小説

### 特殊な分類
- ライトノベル - 定義に関してはさまざまな考え方があり、業界内でも明確な基準は確立されていない。
- 大衆小説 - 純文学に対して娯楽性が高い小説。後述のとおり境界線があいまいな定義である。

### 純文学と大衆文学
小説は19世紀以降純文学的傾向のものと大衆小説的傾向のものとに分類されることが一般的となった。それ以前の小説は、セルバンテスやラブレーがそうであるように芸術性と通俗性を区分することなくひとつの目標として追求することが多かったが、小説の読者がひろがり、技法的な発達を見せるにしたがって、交通整理が行われるようになってくる。各国の事情によって多少の差はあるが、現代文学では両者の傾向を分けて考えるのが一般的である。日本の場合は純文学、大衆文学と呼ばれる。
区分が具体的になってくるのは明治末年ごろの文壇からで、大正期のメディアの発達によってこれが具体化・固定化し、芥川賞・直木賞の制定によってひとつの度として捉えられるようになった。戦前から戦後のある時期までは、純文学は芸術性を指向し、大衆文学は通俗性・娯楽性を指向するものであるという区分が明確で、「自分のために書く小説、読者のために書く小説」といった言いかたをされることもあった。この時期は純文学の主流は私小説、大衆文学では時代小説であり、それを書く作家が固定していたのも特徴である。ただし当時から一人の作家について通俗的作品、芸術的作品と分類されることもあり、単純ではない。
現在では純文学、大衆文学の境界はあいまいで、双方の作品を発表する作家、一方から他方へと移行する作家、自作について特段の区分を求めない作家が多くなってきている。実態としては純文学・大衆文学の区別は掲載誌によって行うことが一般的である。
文学賞では、芥川賞は純文学、直木賞は大衆文学の賞であり、受賞作家・作品をみればある程度捉えられていた。しかし、芥川賞作家が娯楽作品を執筆することもあり（たとえば奥泉光、宇能鴻一郎）、作家名で判断することはできなくなっている。純文学作家の三島由紀夫も大衆文学を書いている。逆に大衆文学の作家が純文学的作品を書く例もある（筒井康隆など）。また、最近では芥川賞＝純文学、直木賞＝大衆文学と単純に言えない例も出てきた。第二次世界大戦後、中間小説という分類をおくこともあった。
純文学小説の堕落と見る向きもあるが、19世紀的な芸術／娯楽という二項対立的分類が、現代文学の状況を正確に把握しきれなくなったためではないかという指摘もある。海外でもチャンドラーやグリーンのように通俗性を保ちつつ高度の芸術性を発揮する小説作品が少なくない。
内容・分野によれば、通俗恋愛小説、冒険小説、推理小説、時代小説、通俗歴史小説、サイエンス・フィクション、ファンタジー、ホラー小説、武侠小説などは大衆文学とすることが一般的であるが、これらの性格を持ちながら純文学とされる作品は戦前から少なくない。

### 作家一覧
- 小説家一覧
- SF作家一覧
- 推理作家一覧
- 時代小説・歴史小説作家一覧
- 児童文学作家一覧

## 注・出典
1. ↑  漢書 卷三十 兿文志 第十  中国語版ウィキソースに本記事に関連した原文があります：漢書/卷030
2. ↑  「小說家者流，蓋出於稗官。街談巷語，道聽塗說者之所造也。」
3. ↑  「諸子十家，其可觀者九家而已。」
4. ↑  雜篇 外物第二十六。雜篇は後世の撰述と推定されている。
5. ↑  原文は「飾小說以干縣令、其於大達亦遠矣」 中国語版ウィキソースに本記事に関連した原文があります：莊子/外物
6. ↑  『中国小説史略』1/2 中島長文 訳 1997年 平凡社 東洋文庫 1）ISBN 978-4582806182、 2）ISBN 978-4582806199。
7. ↑  『中国小説史略』上/下 今村与志雄 訳 1997年 ちくま学芸文庫 上）ISBN 978-4480083692、下）ISBN 978-4480083708。
8. ↑  かくしょうぎょくでん、蒋防（中国語版） （生没年不詳、一説に792-835年）作、後世ひろくながく愛読された。日本語訳は今村与志雄 訳がある。唐宋伝奇集 上『6 紫玉の釵―霍小玉伝』（今村与志雄 訳、1988年 岩波文庫）ISBN 978-4003203811、p.82-99 。
9. ↑  てんぎょくかんのん 京本通俗小説（中国語版） 第十巻。日本語訳は 吉川幸次郎 訳がある、『玉の観音』 1958年 平凡社 中国古典文学全集7 p.3-12 。種本とされる『警世通言（中国語版） 第八巻 崔待詔生死冤家』の日本語訳には 松枝茂夫 訳 がある、『玉細工師崔寧 幽霊妻と暮らしたこと』 1960年 平凡社 中国古典文学大系25 p.86-100 。
10. ↑  さくざんさいねい  京本通俗小説 第十五巻。日本語訳は 吉川幸次郎 訳がある、『崔寧の不運』 1958年 平凡社 中国古典文学全集7 p.49-60 。種本とされる『醒世恒言（中国語版） 第三十三巻 十五貫戯言成巧禍』の日本語訳には 松枝茂夫 訳 がある、『十五貫の冗談から思わぬ禍を招いたこと』 1960年 平凡社 中国古典文学大系25 p.223-238 。
11. ↑  残存するのは、この2編のほか『菩薩蛮(ぼさつばん)』『西山一窟鬼(せいざんいっくつき)』『志誠張主管』『拗相公(ようしょうこう)』『馮玉梅(ふうぎょくばい)団円』の合わせて7編であり、中国古典文学全集7 及び中国古典文学大系25 のそれぞれに日本語訳されている。長沢規矩也は、「京本通俗小説」古写本の発見者 繆荃孫による偽作説を『書誌学論考』中に最初に論じており、松枝茂夫も中国古典文学大系25 p.527-528 で賛同しているが、これら7編が南宋から元代の作品であることは疑いの余地がないと述べている。
12. ↑  きょうこうき、宋遠（梅洞と号す、宋末-元初、詳細不詳）作とされる。日本語訳は伊藤漱平 訳がある、平凡社 中国古典文学大系38 《今古奇観 下・嬌紅記》 1973年 p.359-451 。
13. ↑  中国古典文学大系38  解説 p.483、p.489 。